# آرثر جينينغز
آرثر جينينغز (بالإنجليزية: Arthur Jennings)‏ هو لاعب اتحاد الرغبي نيوزلندي، ولد في 15 يونيو 1940 في لاوتوكا في فيجي.